# Puerto Morelos
Puerto Morelos est une ville mexicaine, siège de la municipalité homonyme, située dans l'État du Quintana Roo.

## Géographie
La ville est établie sur la côte de la mer des Caraïbes, à l'extrémité nord-est de la péninsule du Yucatán, à 33 km au sud de Cancún.